# Józef Blass
Józef Blass (Josef Blass) (ur. 3 czerwca 1945 w Krasnoturjinsku, zm. 1 października 2020) – polski i amerykański matematyk i przedsiębiorca.

## Życiorys
Syn Bronisława, wiceprezesa Narodowego Banku Polskiego w latach 1958–1968. Absolwent XIV Liceum Ogólnokształcącego im. Klementa Gottwalda w Warszawie w 1963 r. Pracę magisterską obronił na Wydziale Matematyki Uniwersytetu Warszawskiego w czerwcu 1968. Miesiąc później wyjechał z Polski wraz z bratem Piotrem w następstwie kampanii antysemickiej i osiadł w USA. W 1973 był współzałożycielem Fundacji Mikołaja Kopernika, która organizuje wydarzenia kulturalne i akademickie promujące Polskę. Absolwent matematyki Uniwersytetu Michigan, gdzie uzyskał doktorat w 1971 r. W latach 1970–1999 był profesorem matematyki na Bowling Green State University (Ohio).
Był konsultantem Totalizatora Sportowego. Grał w brydża.

## Odznaczenia
- 1999 – Krzyż Kawalerski Orderu Zasługi Rzeczypospolitej Polskiej za wybitne zasługi w rozwijaniu polsko-amerykańskiej współpracy naukowej, za promowanie polskiej gospodarki, nauki i kultury, za rozpowszechnianie wiedzy o Polsce[6].